# Luca Fieschi
Luca Fieschi dei Conti di Lavagna (né v. 1270 à Gênes, Ligurie - mort le 31 janvier 1336 à Avignon) était un homme d'Église italien du Moyen Âge, neveu du pape Adrien V, qui fut cardinal-diacre de Santa Maria in Via Lata (1300-1336).

## Biographie
Lors du consistoire du 2 mars 1300, Boniface VIII le créa cardinal avec le titre de cardinal-diacre de Santa Maria in Via Lata. Puis le 18 juin de cette même année, il fut nommé administrateur au titre de Saint-Marcel avec le diaconat de Saint-Cosme et Saint-Damien.
Clément V le désigna comme légat, en 1308, lors de la calata en Italie de Henri VII de Luxembourg. Ce fut lui qui le couronna dans la basilique de Saint-Jean de Latran.  
Le cardinal Fieschi s’installa à Avignon avec la Cour pontificale de Clément V à la fin avril 1309 puis il suivit la Curie dans ses résidences successives à Carpentras, Malaucène ou Monteux. 
Il revint à nouveau en Italie en 1312. Ce fut à cette date que l’empereur germanique le nomma vicaire impérial en Lunigiana. Sa dernière grande mission se déroula en 1317 quand il dirigea la légation pontificale en Angleterre et en France pour tenter de mettre un terme à la guerre. 
Il mourut à Avignon le 31 janvier 1336. Il fut d’abord inhumé dans l’église des franciscains de la cité papale puis ses restes furent transférés à Gênes, sa ville natale, dans la cathédrale Saint-Laurent.